# Bélabo
Bélabo je grad u Kamerunu, u regiji Est. Leži na rijeci Sanaga, 80 km sjeverozapadno od regionalnog sjedišta Bertoue. Željeznička je postaja na pruzi Yaoundé-N'Gaoundéré.
U šumama oko grada velik je broj gorila i čimpanzi. Tu je izgrađeno i prihvatilište za čimpanze Sanaga-Yong.
Godine 2001., Bélabo je imao 14.400 stanovnika.